# John Ashley (hokejski sodnik)
John George Ashley, kanadski hokejist in hokejski sodnik, * 5. marec 1930, Galt, Ontario, Kanada, † 5. januar 2008, Kitchener, Ontario, Kanada.

## Kariera

### Igralska kariera
Ko je bil Ashley deček, se je z družino preselil v Preston. Tam je živel in igral v drugorazrednem mladinskem moštvu in postopoma napredoval v prvorazredno mladinsko moštvo. Igral je za Toronto Marlies in Guelph Biltmores, leta 1950 je odšel na preizkus k NHL moštvu Toronto Maple Leafs. Preboj mu ni uspel, končal je v hčerinskem moštvu, ter nato igral za Pittsburgh Hornets in Syracuse Warriors v ligi AHL. Ko je prodan moštvu Eddieja Shora Springfield Indians, je verjel, da je njegova kariera prišla daleč, kolikor je bilo možno in se je upokojil.
Presedel je eno leto, zaprosil za amaterski status in še tri leta aktivno igral, preden se je upokojil.

#### Pregled kariere
Odebeljeno - reprezentančni nastopi, glej tudi Statistika pri hokeju na ledu.
| Moštvo              | Liga    | Sezona |    | Redni del | Redni del | Redni del | Redni del | Redni del | Redni del |   | Končnica | Končnica | Končnica | Končnica | Končnica | Končnica |
| ------------------- | ------- | ------ | -- | --------- | --------- | --------- | --------- | --------- | --------- | - | -------- | -------- | -------- | -------- | -------- | -------- |
| Moštvo              | Liga    | Sezona | OT | G         | P         | T         | +/-       | KM        | OT        | G | P        | T        | +/-      | KM       |          |          |
| Galt Rockets        | OHA     | 47/48  |    | 11        | 0         | 2         | 2         |           | 8         |   |          |          |          |          |          |          |
| Pittsburgh Hornets  | AHL     | 50/51  |    | 59        | 1         | 4         | 5         |           | 89        |   | ?        | ?        | ?        | ?        |          | ?        |
| Pittsburgh Hornets  | AHL     | 51/52  |    | 24        | 1         | 2         | 3         |           | 36        |   | ?        | ?        | ?        | ?        |          | ?        |
| Ottawa Senators     | QSHL    | 52/53  |    | 4         | 0         | 0         | 0         |           | 12        |   |          |          |          |          |          |          |
| Pittsburgh-Syracuse | AHL     | 52/53  |    | 41        | 1         | 9         | 10        |           | 37        |   |          |          |          |          |          |          |
| Syracuse Warriors   | AHL     | 52/53  |    | ?         | ?         | ?         | ?         |           | ?         |   | 4        | 0        | 0        | 0        |          | 0        |
| Stratford Indians   | OHA-Sr. | 54/55  |    | 50        | 3         | 9         | 12        |           | 0         |   |          |          |          |          |          |          |
| Stratford Indians   | OHA-Sr. | 55/56  |    | 48        | 1         | 18        | 19        |           | 0         |   |          |          |          |          |          |          |
| Skupaj              |         |        |    | 237       | 7         | 44        | 51        |           | 182       |   | 4        | 0        | 0        | 0        |          | 0        |

### Sodniška kariera
Soditi je začel manj pomembne tekme v rodnem Kitchenerju. Hitro je napredoval po ligi OHA in po samo dveh sezonah leta 1959 podpisal pogodbo z NHL. Prvo sezono je sicer večidel sodil v ligah AHL in USHL, naslednjih dvanajst sezon pa je bil stalnica lige NHL. Od 1964 do 1972 je sodil na vsaki sedmi (in odločilni) tekmi finala Stanleyjevega pokala.
Skupaj je Ashley sodil na 605 tekmah kot glavni sodnik in na 17 tekmah kot linijski sodnik, poleg tega še na 58 tekmah končnice in 350 tekmah v manjših profesionalnih ligah. Leta 1971 mu je uspel izjemen dosežek, saj mu je bila dodeljena sedma tekma četrtfinala, polfinala in finala lige, kar je za sodnika velik pritisk. Od sojenja se je upokojil leta 1972, a še naprej aktivno sodeloval v hokeju, kot skavt lige je po državi iskal talente za sodnike. Ko je tudi z delom skavta prenehal, je začel delati v prodaji rekreacijskih vozil.
Leta 1981 je bil sprejet v Hokejski hram slavnih lige NHL.
Umrl je 5. januarja 2008 za posledicami kardiovaskularne bolezni v Kitchenerju, Ontario.